# 2000

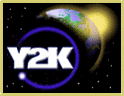
الشعار لتحويل مشكلة سنة 2000

1 يناير 2000 - بداية الألفية الثالثة من ميلاد يسوع الناصري. كانت سنة كبيسة قرنية تبدأ يوم السبت من التقويم الغريغوري، وسنة 2000 الأخيرة من الألفية الثانية، والسنة المئة والأخيرة للقرن العشرين، والسنة الأولى من العقد الأول من القرن الحادي والعشرين. تم تحديد عام 2000 باعتباره السنة الدولية لثقافة السلام. والسنة العالمية للرياضيات.
يتم اختصار عام 2000 أحيانًا باسم "Y2K" (يشير الحرف "Y" إلى "السنة"، ويرمز الحرف "K" إلى "كيلو" والذي يعني "الألف"). كان عام 2000 موضوع المخاوف المتعلقة بعام 2000، والتي كانت عبارة عن مخاوف من أن أجهزة الكمبيوتر لن تنتقل من عام 1999 إلى عام 2000 بشكل صحيح. ومع ذلك، بحلول نهاية عام 1999، كانت العديد من الشركات قد تحولت بالفعل إلى برامج جديدة أو مطورة. حتى أن البعض حصل على "شهادة Y2K". ونتيجة للجهود الهائلة، حدثت مشاكل قليلة نسبيا.
شهد عام 2000 أحداث عديدة على الساحة العربية ؛ لعل أبرزها اندلاع انتفاضة الأقصى في فلسطين، وانسحاب إسرائيل من لبنان، ووفاة الرئيسين السابقين الحبيب بورقيبة وحافظ الأسد.

## أحداث
- نهاية الحرب المكسيكية القذرة في 2000 والتي بدأت في 1954.
- 6 يناير - تم العثور على آخر وعل جبال البرانس ميتًا، ويبدو أنه قُتل بسبب سقوط شجرة.[5]
- 6 فبراير - حرب الشيشان الثانية: معركة غروزني تنتهي مع انتهاء القوات الروسية من السيطرة على العاصمة الشيشانية غروزني.[6]
- 17 فبراير - مايكروسوفت تطلق نظام التشغيل ويندوز 2000.
- 29 فبراير - حدوث تاريخ نادر للسنة الكبيسة. عادةً ما تكون سنوات القرن سنوات عادية نظرًا لعدم قابليتها للقسمة تمامًا على 400. عام 2000 هو العام الأول من نوعه الذي يوافق 29 فبراير منذ عام 1600، مما يجعلها المناسبة الثانية فقط من نوعها منذ إدخال التقويم الغريغوري في أواخر القرن السادس عشر. السنة الكبيسة التالية ستحدث في عام 2400.

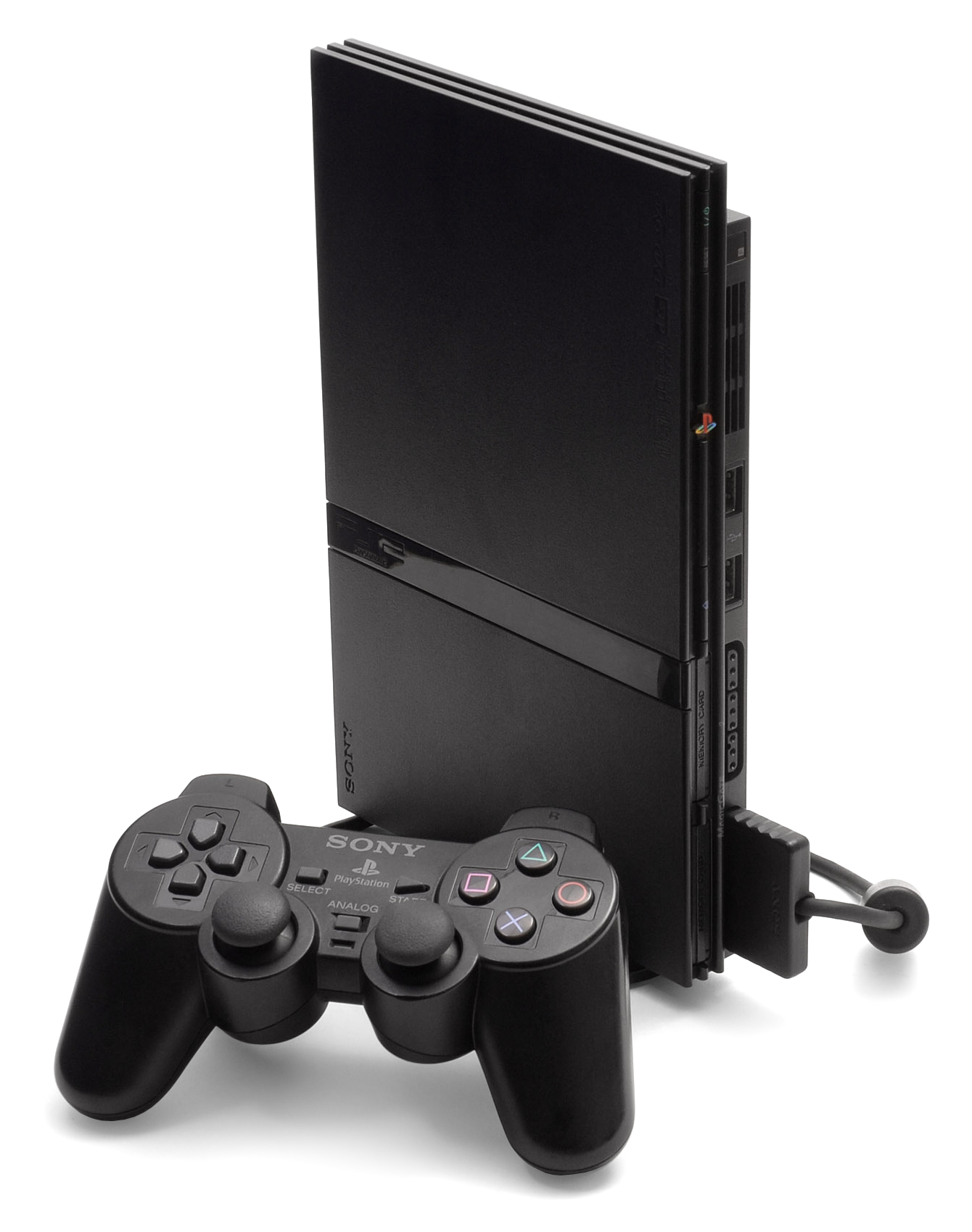
بلاي ستيشن 2

- 4 مارس - سوني تطلق جهاز بلاي ستيشن 2 في اليابان.[7]
- 13 مارس - أصبح دولار الولايات المتحدة العملة الرسمية للإكوادور، ليحل محل السوكر الإكوادوري.
- 17 مارس - الموت الجماعي في أوغندا: وفاة 778 من أعضاء حركة استعادة وصايا الرب العشر في أوغندا.
- 8 مارس - كارثة قطار طوكيو، انزلاق في قطار يتبع مترو طوكيو يودي بحياة 5 أشخاص.
- 24 مايو - نادي ريال مدريد لكرة القدم يهزم فالنسيا 3–0 في نهائي دوري أبطال أوروبا على ملعب فرنسا ليفوز بلقبه الثامن.
- 25 مايو -
  - نهاية الحرب الإثيوبية الإريترية في 25 مايو 2000 والتي بدأت في 6 مايو 1998.
  - الانسحاب الكامل لاسرائيل من جنوب لبنان.
- 27 مايو - اكتشاف الكويكب (28891) 2000 KK75
- 17 يونيو - زلزال مئوي (6.5 على مقياس ريختر) يضرب أيسلندا في يومها الوطني.[8]
- 21 يونيو - زلزال آخر يضرب أيسلندا في منطقة غربية أكبر من الزلزال المئوي السابق.
- 2 يوليو - فرنسا تهزم إيطاليا 2–1 بعد الوقت الإضافي في نهائي بطولة أوروبا، لتصبح أول فريق يفوز بكأس العالم وبطولة أوروبا على التوالي.
- 10 يوليو -
  - انتخاب بشار الأسد رئيسًا لسوريا خلفًا لوالده حافظ الأسد.
  - انفجر خط أنابيب للنفط في جنوب نيجيريا، مما أسفر عن مقتل حوالي 250 قرويًا كانوا يبحثون عن البنزين.
- 11-25 يوليو - عقد اجتماع قمة في كامب ديفيد.[9]
- 12 أغسطس - غرق الغواصة الروسية كورسك في بحر بارنتس خلال واحدة من أكبر المناورات البحرية الروسية منذ تفكك الاتحاد السوفيتي عام 1991، مما أدى إلى مقتل جميع رجالها البالغ عددهم 118 رجلاً.
- 17 أغسطس - إطلاق مصر القمر الصناعي المصري الثاني، النايل سات 102
- 14 سبتمبر - مايكروسوفت تطلق نظام التشغيل ويندوز الالفية.
- 15 سبتمبر - 1 أكتوبر - الألعاب الأولمبية الصيفية والتي استضافتها مدينة سيدني في أستراليا وتعتبر أخر ألعاب أولمبية في القرن العشرين.

لحظة قتل محمد الدرة ثاني أيام انتفاضة الأقصى عام 2000 في فلسطين.

- 28 سبتمبر - اندلاع انتفاضة الأقصى في فلسطين.
- 5 أكتوبر - أدت المظاهرات الحاشدة في بلغراد إلى استقالة الرئيس اليوغوسلافي سلوبودان ميلوسيفيتش.
- 5 أكتوبر - الإطاحة بسلوبودان ميلوشيفيتش عن طريق الثورة الشعبية المعروفة بثورة البلدوزر
- 12 أكتوبر - المدمرة الأمريكية يو اس اس كول تتعرض لهجوم في ميناء عدن، على يد انتحاريين من تنظيم القاعدة، أسفر عن مقتل 17 من أفراد الطاقم وإصابة 39 على الأقل.
- 31 أكتوبر - اصطدمت طائرة الخطوط الجوية السنغافورية الرحلة 006 بمعدات بناء في مطار تشيانغ كاي شيك الدولي مما أسفر عن مقتل 83 شخصًا.
- 15 ديسمبر - إغلاق آخر مفاعل نووي في محطة تشرنوبل في أوكرانيا
- 24 ديسمبر - أدت تفجيرات ليلة عيد الميلاد في عدة كنائس في إندونيسيا إلى مقتل 18 شخصًا.
- 25 ديسمبر - أدى حريق عيد الميلاد في لويانغ في مركز تسوق في الصين إلى مقتل 309 أشخاص.

## مواليد
يناير
- 4 يناير - آدي ميلر ممثلة أمريكية.
- 8 يناير - نواه سايرس، ممثلة ومغنية أمريكية.
- 12 يناير - زهانسايا عبد الملك، لاعبة شطرنج كازاخستانية.
- 14 يناير - جوناثان ديفيد، لاعب كرة قدم كندي.
- 16 يناير - برينير سوزا دا سيلفا، لاعب كرة قدم برازيلي.
- 26 يناير - نونو تافاريس، لاعب كرة قدم برتغالي.
- 28 يناير
  - أبيل رويز، لاعب كرة قدم إسباني.
  - دوشان فلاهوفيتش، لاعب كرة قدم صربي.

فبراير
- 1 فبراير - باريس سميث، ممثلة أمريكية.
- 8 فبراير - يوليا بولياتشيخينا، عارضة أزياء وملكة جمال روسية.
- 10 فبراير - يارا شهيدي، ممثلة وعارضة أمريكية.
- 12 فبراير
  - كيم جي مين، ممثلة كورية.
  - مينون، ممثل هندي.
- 16 فبراير - أمين جويري، لاعب كرة قدم فرنسي تونسي.
- 20 فبراير
  - تاكر البريزي، ممثل أمريكي.
  - جوش سارجينت، لاعب كرة قدم أمريكي.
- 22 فبراير - تيموثي ويا، لاعب كرة قدم أمريكي.
- 28 فبراير - مويس كين، لاعب كرة قدم إيطالي.
- 29 فبراير - فران توريس، لاعب كرة قدم إسباني.

مارس
- 6 أبريل - كاميرون آدمز، ممثل أمريكي.
- 2 مارس - ناهدة أكتر، لاعبة كريكت بنغلاديشية.
- 21 مارس
  - جيس نورمان، ممثل أمريكي.
  - ندى عباس، لاعبة إسكواش مصرية.
  - هنا معتز، لاعبة إسكواش مصرية.
- 25 مارس - جادون سانشو، لاعب كرة قدم إنجليزي.
- 27 مارس - صوفي نيلسي، ممثلة كندية.
- 28 مارس - ألينا تيلكي، مغنية تركية.

أبريل
- 6 أبريل - ماكسينز لاكرو، لاعب كرة قدم فرنسي.
- 9 أبريل
  - تياغو ديالو، لاعب كرة قدم برتغالي.
  - جاكي إيفانكو، مغنية أمريكية.
- 11 أبريل - مورغان ليلي، مغنية وعارضة أزياء أمريكية.
- 12 أبريل - سوزانا فون ناثيوسيوس، ممثلة بولندية.
- 23 أبريل - كلو كيم، متزلجة ثلج أمريكية.
- 25 أبريل - ديان كولوسيفسكي، لاعب كرة قدم سويدي.

مايو
- 4 مايو - أمارا ميلر، ممثلة أمريكية.
- 7 مايو - ماكسويل بيري كوتون، ممثل أمريكي.
- 8 مايو - ساندرو تونالي، لاعب كرة قدم إيطالي.
- 10 مايو - ديستاني أيافا، لاعب كرة مضرب أسترالية.
- 12 مايو - بسمة العتيبي، مغنية وممثلة سعودية.
- 18 مايو - ريان سيسيغنون، لاعب كرة قدم إنجليزي.
- 25 مايو - كلير ليو، لاعبة كرة مضرب أمريكية.
- 27 مايو - جيد كاري، لاعبة جمباز أمريكية.
- 28 مايو - فيل فودين، لاعب كرة قدم إنجليزي.
- 30 مايو - جاريد سكوت جيلمور، ممثل أمريكي.

يونيو
- 1 يونيو - ويلو شيلدز، ممثلة أمريكية.
- 2 يونيو - ليليمار هيرنانديز، ممثلة أمريكية فنزويلية.
- 8 يونيو - شارلوته لورانس، مغنية أمريكية.
- 9 يونيو
  - دييغو لانيز، لاعب كرة قدم مكسيكي.
  - لوري هرنانديز، لاعبة جمباز فني أمريكية.
- 13 يونيو - بيني أوليكسياك، سباحة كندية.
- 14 يونيو - آر. جيه. باريت، لاعب كرة سلة كندي.
- 16 يونيو - بيانكا أندريسكو، لاعبة كرة مضرب كندية.
- 17 يونيو - آبي ديكسون، ممثل كندي.
- 19 يونيو - جوناي مامادزادا، لاعبة شطرنج أذربيجانية.
- 23 يونيو - كيم هيون سو، ممثلة كورية.
- 25 يونيو - ميسون كوك، ممثل أمريكي.
- 28 يونيو - يوكيناري سوغاوارا، لاعب كرة قدم ياباني.

يوليو
- 5 يوليو - فوزية، مغنية كندية مغربية.
- 7 يوليو - كلو كسينجيري، ممثلة أمريكية.
- 12 يوليو - فينيسيوس جونيور، لاعب كرة قدم برازيلي.
- 15 يوليو - باولينيو هنريكي، لاعب كرة قدم برازيلي.
- 16 يوليو - جوناثان مورجان هيت، ممثل أمريكي.
- 17 يوليو - ميراي اكاي، ممثلة تركية أوكرانية.
- 23 يوليو - أنطونيو بلانكو، لاعب كرة قدم إسباني.
- 24 يوليو
  - آمي لين ديل (توفيت في 12 يوليو 2011) كانت فتاة تبلغ من العمر 10 سنوات توفيت اختناقا في صندوق 32 بوصة خارج منزل عائلتها في فينيكس، أريزونا بالولايات المتحدة الأمريكية.
  - ماركو كالاسان، نابغة حاسوب مقدوني.
- 25 يوليو - ميج دونيلي، مغنية وممثلة أمريكية.
- 26 يوليو - توماسن ماكنزي، ممثلة نيوزلندية.
- 28 يوليو - إيميل سميث رووي، لاعب كرة قدم إنجليزي.
- 29 يوليو
  - روان رضا العربي، لاعبة إسكواش مصرية.
  - ياسين عدلي، لاعب كرة قدم فرنسي مغربي.
- 31 يوليو - كيم ساي رون، ممثلة كورية.

أغسطس
- 2 أغسطس - محمد قدوس، لاعب كرة قدم غاني.
- 3 أغسطس - لاندري بندر، ممثلة أمريكية.
- 9 أغسطس - كم هيانغ غي، ممثلة كورية.
- 11 أغسطس - برهام مقصودلو، لاعب شطرنج إيراني.
- 17 أغسطس - ليل بامب مغني راب أمريكي.
- 20 أغسطس - فاطمة بتاسيك، ممثلة وعارضة أزياء أمريكية.
- 24 أغسطس
  - غريفين غلوك، ممثل أمريكي.
  - يونس موسى هارون، لاعب تشادي سابق في نادي الخلود السعودي.
- 29 أغسطس
  - آدم ناش هو طفل أمريكي ولدته أمه باستخدام التشخيص الوراثي قبل الغرس.
  - جوليا غروسو، لاعبة كرة قدم كندية.
  - مينامي هامابي، ممثلة يابانية.

سبتمبر
- 1 سبتمبر - هانيا الهمامي، لاعبة إسكواش مصرية.
- 3 سبتمبر - آشلي بوتشر، ممثلة أمريكية.
- 4 سبتمبر - بيتر كوركيس، لاعب كرة قدم سويدي عراقي.
- 26 سبتمبر - سلمى بنت عبد الله الثاني، أميرة أردنية.
- 28 سبتمبر
  - آن دو كيو، ممثل كوري جنوبي.
  - فرانكلين جوناس، ممثل أمريكي.

أكتوبر

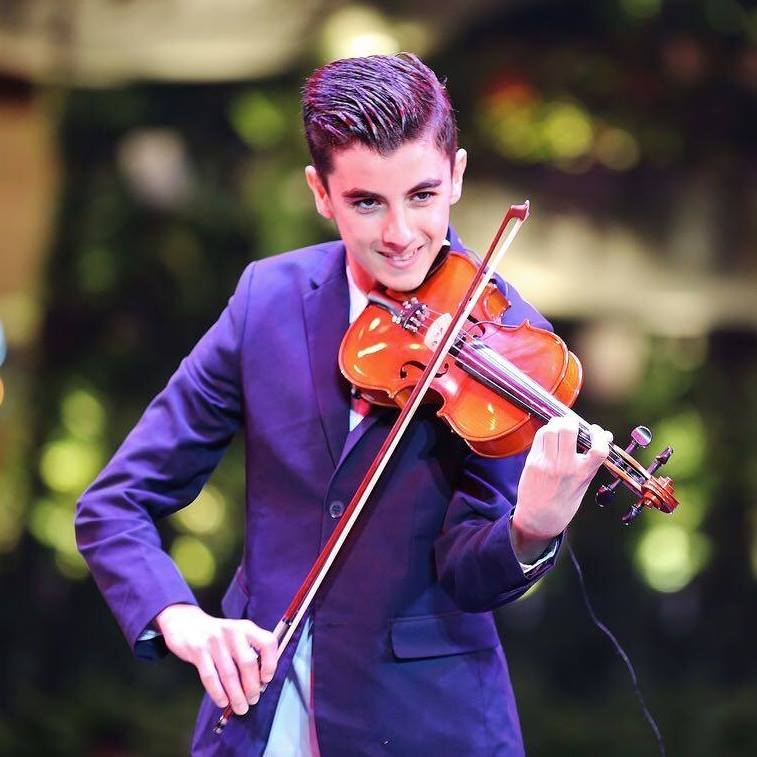
عمر أرناؤوط

- 2 أكتوبر - يونس دلفي، لاعب كرة قدم إيراني.
- 5 أكتوبر - أحمد داش، ممثل مصري.
- 6 أكتوبر
  - أديسون راي، مغنية ويوتيوبر أمريكية.
  - إيزابيل مولوي، ممثلة إنجليزية.
- 10 أكتوبر - إيدن منكس، ممثل أمريكي.
- 11 أكتوبر - هايدن بيرلي، ممثل أمريكي.
- 20 أكتوبر - عمر أرناؤوط، مغني روماني.
- 21 أكتوبر - ميما إيتو، لاعبة كرة طاولة يابانية.
- 23 أكتوبر - زايرا وسيم، ممثلة هندية.
- 25 أكتوبر
  - دومينيك سوبوسلاي، لاعب كرة قدم مجري.
  - فنسنت تشو، راقص جليد أمريكي.
- 31 أكتوبر - ويلو سميث، ممثلة ومغنية أمريكية.

نوفمبر
- 2 نوفمبر - ألفونسو ديفيز، لاعب كرة قدم كندي.
- 3 نوفمبر - سيرجينو ديست، لاعب كرة قدم أمريكي.
- 7 نوفمبر - كالوم هودسون أودوي، لاعب كرة قدم إنجليزي.
- 8 نوفمبر
  - جايد بيتيجون، ممثلة أمريكية.
  - ياسمين تومسون، مغنية إنجليزية.
- 10 نوفمبر - مكانزي فوي، ممثلة وعارضة أزياء أمريكية.
- 29 نوفمبر - كوني تالبوت، مغنية إنجليزية.
- 22 نوفمبر
  - أولي كرافايو، ممثلة ومغنية أمريكية.
  - بيبي أرييل، مغنية وعارضة أمريكية.

ديسمبر
- 1 ديسمبر - صوفيا فلورش، سائقة فورمولا 3 ألمانية.
- 4 ديسمبر - صوفيا ميشيتنر، عارضة أزياء إسرائيلية.
- 26 ديسمبر - صموئيل سفيان، لاعب شطرنج أمريكي.
- 28 ديسمبر - لاريسا مانويلا، مغنية وممثلة برازيلية.

## وفيات
يناير
- 9 يناير:  برونو تسفي، معماري ومؤرخ إيطالي.
- 11 يناير:  أنور أبو سحلي، قانوني ووزير للعدل مصري.
- 19 يناير:  بتينو كراكسي، رئيس وزراء إيطالي.
- 21 يناير:  صائب سلام، رئيس وزراء لبناني.
- 29 يناير:  علي أصغر محمدوف، مترجم أذربيجاني.

فبراير
- 2 فبراير:  عدنان بركات، ممثل سوري.
- 5 فبراير:  حسين المحضار، شاعر يمني.
- 12 فبراير:  تشارلز شولز، رسام كاريكاتور أمريكي مبتكر شخصية سنوبي.
- 15 فبراير:  شفيق جلال، مغني مصري.
- 15 فبراير:  أحمد سيف ثابت، شاعر يمني.
- 16 فبراير:  محمد فوزي حاخوا، قائد عسكري ووزيرا للحربية مصري.
- 22 فبراير:  حسام الدين مصطفى، مخرج مصري.
- 23 فبراير:  ستانلي ماثيوس، لاعب كرة قدم إنجليزي.
- 27 فبراير:  السيد سابق، فقيه مصري.

مارس
- 4 مارس:  سعيد حمو، عسكري عراقي.
- 19 مارس:  شفيق جلال، مطرب مصري.
- 20 مارس:  التيجاني هدام، وزير جزائري.
- 22 مارس:  محمد مصطفى بازامه، مؤرخ ليبي.
- 22 مارس:  كارلو بارولا، لاعب كرة قدم إيطالي.

أبريل

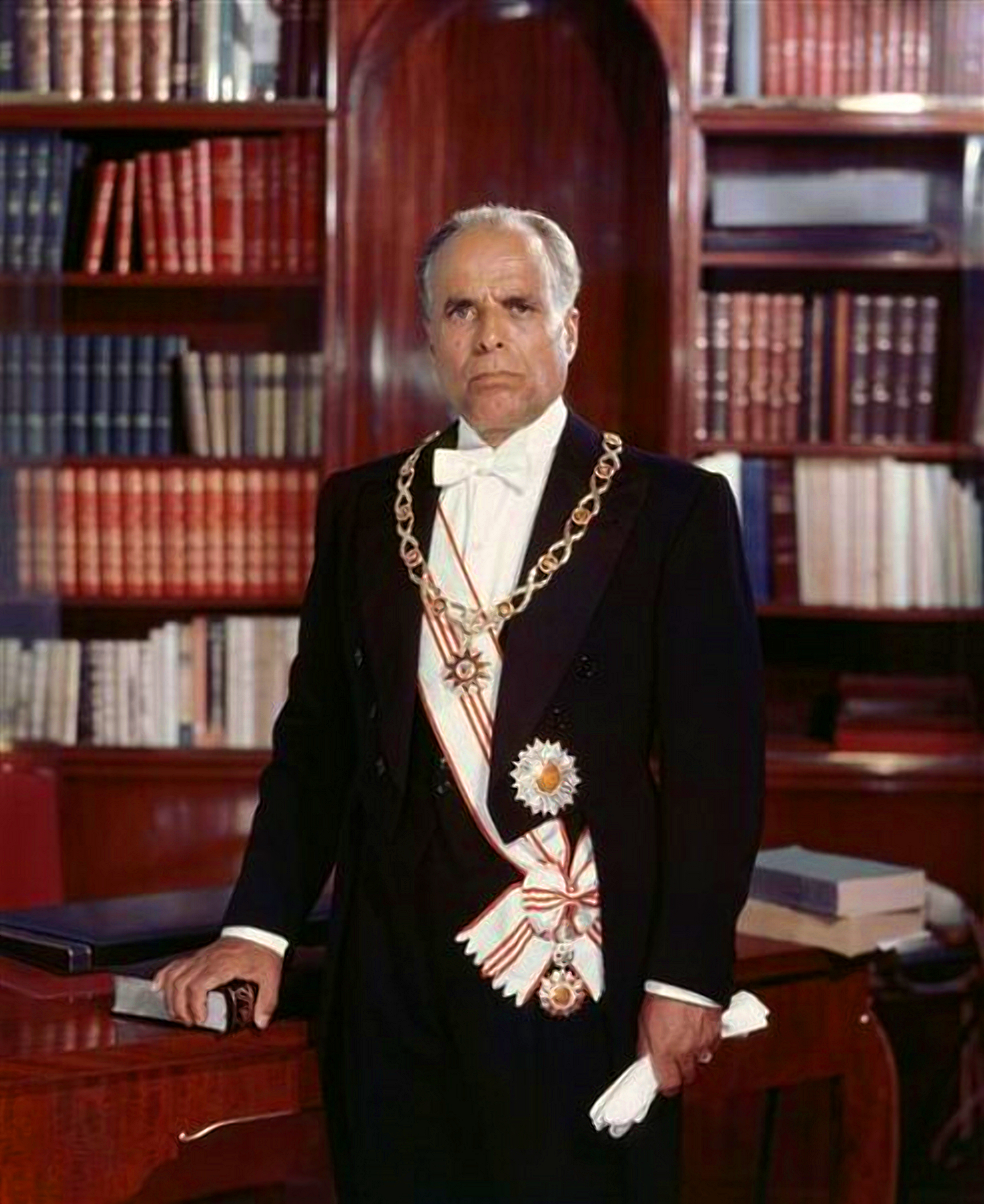
الرئيس الحبيب بورقيبة

- 6 أبريل:  الحبيب بورقيبة، رئيس تونس.
- 10 أبريل: رابح بيطاط، الرئيس الرّابع للجزائر.
- 28 أبريل: سالم قدارة، ممثل ليبي.

مايو
- 10 مايو:  ريمون إده، سياسي لبناني.
- 21 مايو:  محمود الزعبي، رئيس وزراء سوري.
- 24 مايو:  مشاري بن عبد العزيز آل سعود، أحد الأمراء الأحرار سعودي.

يونيو
- 10 يونيو:  حافظ الأسد، رئيس سوريا.

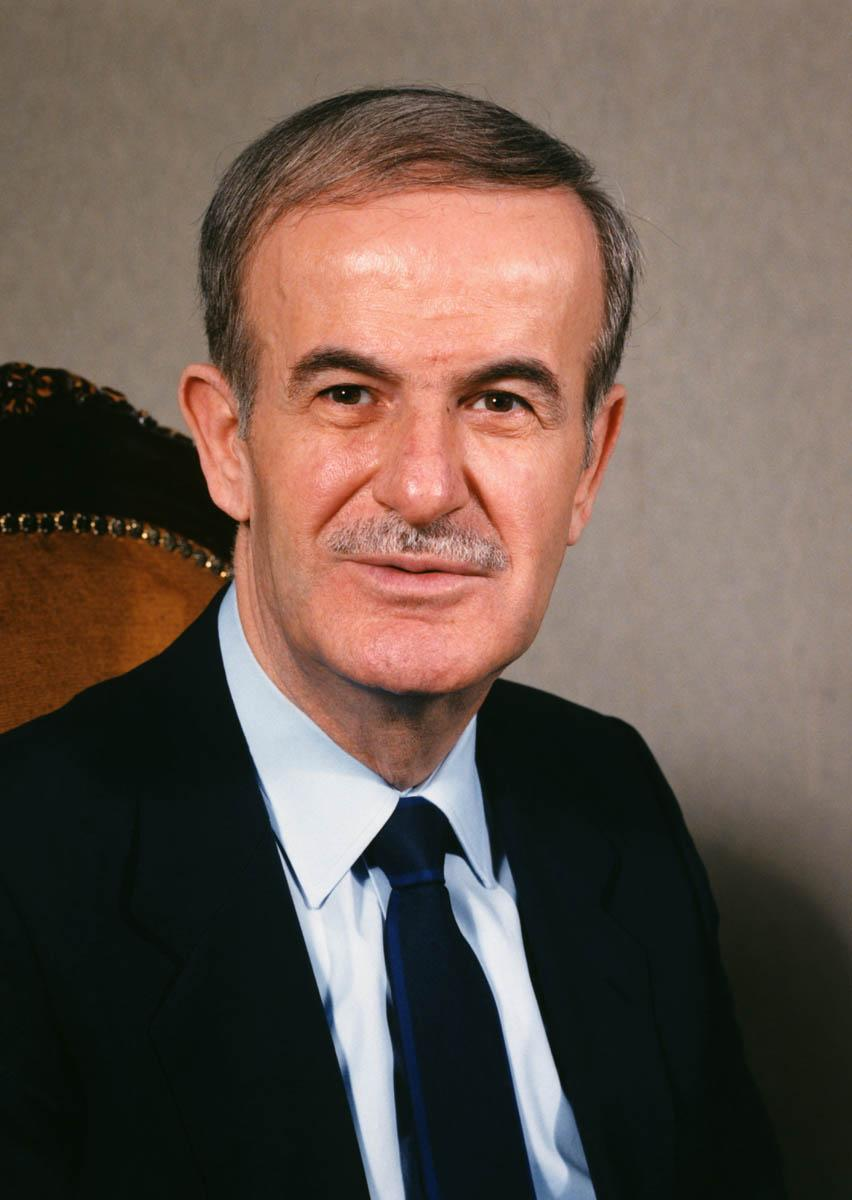
الرئيس حافظ الأسد

- 15 يونيو:  الهادي المبروك، وزير خارجية تونسي.
- 16 يونيو:  الإمبراطورة كوجون، إمبراطورة اليابان.
- 24 يونيو:  حنا بطاطو، مؤرخ فلسطيني.

يوليو
- 4 يوليو:  كاظم القلاف، ممثل كويتي.
- 5 يوليو:  الحافظ خليل، قارئ عراقي.
- 9 يوليو:  سلوى سعيد، ممثلة سورية.
- 24 يوليو:  أحمد شاملو، صحفي إيراني.

أغسطس
- 5 أغسطس:  مصطفى متولي، ممثل مصري.
- 5 أغسطس:  أليك غينيس، ممثل إنجليزي.
- 11 أغسطس:  طلال مداح، فنان مطرب سعودي.
- 28 أغسطس:  كنعان وصفي، ممثل لبناني.
- 30 أغسطس:  عبد الله بن علي الخليلي، شاعر عُماني.
- 9 أغسطس:  محمد فؤاد سراج الدين، سياسي ورجل دولة مصري.

سبتمبر
- 4 سبتمبر:  إبراهيم الحجار، مطرب وملحن مصري.
- 10 سبتمبر:  حسيب يوسف، مخرج فلسطيني.
- 14 سبتمبر:  حمد الجاسر، باحث وإعلامي سعودي.
- 28 سبتمبر:  بيير ترودو، رئيس وزراء كندا.
- 30 سبتمبر: محمد الدرة، طفل فلسطيني

أكتوبر
- 11 أكتوبر:  سيريمافو باندرانايكا، رئيسة وزراء سريلانكا.
- 13 أكتوبر:  بدر نوفل، ممثل وضابط مخابرات مصري.
- 28 أكتوبر:  سعد مأمون، قائد عسكري مصري.

نوفمبر
- 15 نوفمبر:  بييرو باسيناتي، لاعب كرة قدم إيطالي.

ديسمبر
- 1 ديسمبر:  إبراهيم عيسى (شاعر)، شاعر مصري.
- 24 ديسمبر:  هوراس باركر، عالم كيمياء حيوية أمريكي.
- 26 ديسمبر:  جيسون روباردس، ممثل أمريكي.

## جوائز عالمية
جائزة نوبل
- في الفيزياء – الروسي زوريس ألفيروف والألماني هربرت كرومر والأمريكي جاك كيلبي.
- في الكيمياء – الأمريكي آلن هيغير والنيوزلندي آلن ماكديرميد والياباني هيديكي شيراكاوا.
- في الطب – السويدي أرفيد كارلسون والأمريكيان بول غرينغارد وإريك كاندل.
- في الأدب – الفرنسي جاو كسينغجيان.
- في السلام – الكوري الجنوبي كيم داي جونج.
- في الاقتصاد – الأمريكيان جيمس هيكمان ودانييل مكفادين.

جائزة الملك فيصل العالمية
- في خدمة الإسلام – الأزهر الشريف.
- في الدراسات الإسلامية – البنغلاديشي محمد مهر علي.
- في اللغة العربية والأدب – مناصفة بين السوداني عبد الله الطيب والمصري عز الدين إسماعيل عبد الغني.
- في الطب – الأمريكية سينثيا كنيون.
- في العلوم – الأمريكيان إدوارد ولسن وكريغ فينتر.